# 劇団en塾
劇団en塾 (げきだん えんじゅく、Teater ENJUKU）は、インドネシアの首都ジャカルタで、2009年1月21日から2021年4月30日まで12年間活動した日本語ミュージカル劇団。
｢en塾｣の｢en｣は、｢縁｣あって集まった異なる大学の学生たちが、手に手を取り合い｢円｣となって協力し合い、「半熟」から「円熟」を目指してがんばることを意味したネーミングである。

## 概要
日本が大好きなインドネシア人の大学生たちが所属。一年に一度団員募集が行なわれ、書類選考とオーディションによって入団が決定。常時100名前後の団員で活動。定期練習は土曜日午後。
団員たち自らが指導しながら日本語での台詞・歌・ダンスなどの稽古を重ね、衣装・舞台セットなどを製作・準備し、年一度、2日間のジャカルタ本公演を実施。各回500人会場のチケットは毎年完売。
運営は、活動を応援する法人・個人の多くの方々からのサポートによる。

## 目的・理念
en塾の活動目標は演劇公演だが、真の目的は社会に出る前の学生たちのトレーニングの場であること。en塾では運営のすべてを団員が行う。スポンサー探し、メディアへの広報・プレゼンテーション、ホームページやリーフレットなどのデザイン、企画書の作成。そして、公演に向けてのポスターやパンフレット・グッズ製作、練習から公演本番までの全団員のスケジューリング・出欠管理などを通して、社会に出て役立つスキルを磨く。また、これらを通して、ビジネスマナー、エチケット、接客法、自己表現法なども同時に学ぶ。団員たちは、大学を卒業と同時に卒団。
また、日本とインドネシア友好関係を構築していくために活躍する人材を育てる場所としても評価を受ける。

## 劇団構成
演技部・衣装部・舞台美術部の3部。2020年には音楽部と編集部を新設。また、毎年15名から20名の運営委員が中心となり、劇団の活動予定・準備などを進める。

## 略歴
- 2009年1月21日 - 在ジャカルタの日本語教師・甲斐切清子[1]の呼びかけで、3大学(インドネシア大学・ナショナル大学・ダルマプルサダ大学)の日本語学科15名の大学生がen塾を結成。

劇団en塾結成メンバー（3大学15名）
[ダルマプルサダ大学] ファドリ、ファイサル、ファジャール、ギンティン、ワワン、ハリス（2014年没）
[インドネシア大学] キラナ、リニ
[ナショナル大学] アレックス、アキ、デディ、ドゥマス、ファミ、ウィウィン、ヤナ
- 2009年9月21日 - 初めての作品「かぐや姫」をジャカルタ芸術劇場（Gedung Kesenian Jakarta）で上演。
- 2011年5月1日 - 1月に作られた「桜よ～大好きな日本へ～[2]」が、ジャカルタ日本人学校で500人のインドネシアの大学生によって歌われ、東日本大震災復興を応援する歌として公開される。
- 2013年1月18日 - 「桜よ～大好きな日本へ～」が安倍総理の公式スピーチ「外務省 : 開かれた、海の恵み - 日本外交の新たな5原則 - [3]」で紹介される
- 2013年7月1日,7月2日,7月3日 - 国立文楽協会のジャカルタ公演の舞台美術のアシストを経験。
- 2014年4月4日 - 初の日本公演。東京・四谷区民ホールで「吾輩はニャンコである」を上演。
- 2014年4月9日 - 劇団四季「ライオンキング」の観劇の後、劇団四季芸術センターの見学、浅利慶太先生のレクチャーを受け、「キャッツ（ミュージカル）」の練習風景を見学。
- 2014年4月15日 - 国際交流基金アジアセンター[4]発足記念式典に3名の団員（ファドリ・アチャ・ファジャール）および甲斐切清子が出席の後、3名の団員により「桜よ～大好きな日本へ～」が披露される。
- 2014年4月16日 - 「桜よ～大好きな日本へ～」を総理官邸で安倍晋三総理（当時）、ユスロン・駐日本インドネシア大使（日本とインドネシアの関係）(当時）ほかの前で歌う。[5]
- 2015年3月24日 - en塾代表・甲斐切清子が、内閣総理大臣公邸で催されたインドネシアのジョコ大統領（ジョコ・ウィドド）初来日の歓迎晩餐会に招かれ、総理のスピーチでen塾と「桜よ～大好きな日本へ～」が紹介される。
- 2015年8月8日 - 横浜赤レンガ倉庫で行なわれたBS日テレの特別番組地球劇場 〜100年後の君に聴かせたい歌〜のライブコンサートに谷村新司さんの推薦を受け4名の団員（ファドリ・アリオ・アチャ・ファジャール）がゲスト出演。
- 2015年8月16日 - インドネシアの踊りをテーマにしたダンス曲「ダンシングインドネシア」を制作し、約30名の団員たちでジャカルタ撮影ツアーを実施。ビデオ公開。
- 2015年9月 - ジャカルタで行われた第7回ジャカルタ日本祭り閉幕式で、五輪真弓さん、ロックバンドJ-Rocksと共に「心の友」を歌う。
- 2016年4月8日 - 再び、総理官邸へ表敬訪問。「桜よ～大好きな日本へ～」を官邸内の日本庭園の桜の下で歌う[6]。
- 2017年1月15日 - 来イ中の安倍昭恵総理夫人（当時）とボゴール大統領宮殿（Bogor Palace - Wikipedia）にて懇談会。「桜よ～大好きな日本へ～」を総理夫人の前で歌う。
- 2017年7月6日 - en塾の指導を行なっている甲斐切清子がen塾の活動が評価され、個人の部を受賞[7]。
- 2017年9月10日 - 劇団en塾が、2018年の日本インドネシア国交樹立60周年親善応援団に任命される。
- 2018年3月30日 - 日本公演メンバー40名で明治神宮本殿内で「桜よ」奉納合唱。
- 2021年4月30日 - 劇団en塾、解散。[8]
- 2021年5月 - 劇団en塾、令和3年度在外公館長表彰受賞。[9]

## 稽古場
- 2009年 - 2015年 - 語学学校 ジャカルタコミュニケーションクラブ[10]
  - Jl. Cipaku II No.27, Kebayoran Baru, Kota Jakarta Selatan, Jakarta, INDONESIA 12170
- 2015年 - 2021年：en塾ハウス
  - Jl. Wijaya Timur Raya No.103, Kebayoran Baru, Kota Jakarta Selatan, Jakarta, INDONESIA 12170

## en塾の心＆プロフェッショナルとは
団員たちが毎回の練習や本番の前に全員で唱和するモットーとなる言葉。
- en塾の心

一、時間と決まりを守ること
二、礼儀を忘れないこと
三、いつもベストを尽くすこと
- プロフェッショナルとは -

やらなければならない仕事を
決められた時間の中で
最大限の力で仕上げることのできる人である

## 公演作品（公開年順）
- 2009年 - かぐや姫
- 2010年 - 浦島太郎
- 2011年 - 雪女
- 2012年 - 吾輩はニャンコである
- 2013年 - Back To The 戦国!
- 2014年 - 時代検証アプリ192
- 2015年 - 蓮池伝説
- 2016年 - 殿様の宴
- 2017年 - 神楽の里 殺人事件
- 2018年 - 姫とオロチと忍者の学校
- 2019年 - 伯爵家の使用人
- 2020年 - 十二年目の大団円
- 2021年 - 十二年目の大団円

注1：2009年から2011年は日本の昔話のリメイク。以降は完全オリジナル。脚本、および、劇中歌の歌詞は、甲斐切清子。作曲は団員。
注2：2018年までの上演会場はジャカルタ芸術劇場 (Gedung Kesenian Jakarta)。2019年はウスマルイスマイル劇場 (Usmar Ismail)。2020年と2021年は映像制作。

## ショートドラマ（制作発表順）
- これがen塾だ!
- 七夕ストーリー
- 浦島花子
- 東京ライフストーリー
- ジャカルタライフストーリー
- We Love Japan!
- 負けるな日本語教師
- ミニ蓮池伝説
- 神様の願い
- おどろオロチ

注：脚本・劇中歌ともにオリジナル。脚本・歌詞は甲斐切清子。作曲は団員。

## 桜前線プロジェクト
2014年、インドネシア河野グループ・洋子スリアワン代表と熊本インドネシア友好協会・森義臣理事長のご協力で劇団en塾の日本公演が決定。公演以外の活動は、外務省JENESYS2.0プログラムの助成を受け、様々な経験を得た。また公演実施の準備と行程管理に関してはインターカルト日本語学校（東京・秋葉原）加藤早苗学校長にご尽力いただいた。
「桜前線プロジェクト」はこの日本公演をきっかけに始まった。毎年桜前線のように北上しながら各都市を訪れ、公演と共にその地の人々とふれあい、日本理解のために社会見学・観光・県庁や市役所表敬訪問を実施。訪問地では多くのメディア（テレビ局・ラジオ局・新聞）の取材を受ける。
プロジェクト実施のための資金集めや、スケジューリング、準備などは、各都市で構成されたボランティアの実行委員によって行われた。2020年東北公演が最終回となる予定だったが、新型コロナ感染が拡大していたため2021年への延期を決定。2021年も新型コロナ感染拡大が収束せず、最終的に中止となる。
- 桜前線プロジェクト実行委員会
  - 2015年～2020年「桜前線プロジェクト」ジャカルタ本部
    - 特別顧問：洋子スリアワン（河野グループ）
    - 実行委員長：秋元国俊
    - 副委員長：久保裕一、渡辺彰吾

  - 2015年～2020年「桜前線プロジェクト」東京本部

特別顧問：安達建吾（学校法人Adachi学園グループ）
制作：小山ゆうな（パレナージュ）
事務局：工藤尚美（オリジネーター）、有我明則（国際人流振興協会）
- 2014年 - 東京公演実行委員会
- 2014年 - 熊本公演実行委員会
- 2015年 - 福岡公演実行委員会
- 2015年 - 熊本公演実行委員会
- 2016年 - 広島公演実行委員会
- 2017年 - 愛媛公演実行委員会
- 2018年 - 大阪公演実行委員会
- 2019年 - 愛知公演実行委員会
- 2020年 - 宮城公演実行委員会
- 2020年 - 「桜前線プロジェクト」ファイナル実行委員会

## 日本公演（実施年順）
- 2014年 - 吾輩はニャンコである（東京・熊本）
- 2015年 - Back To The 戦国!（熊本・福岡）
- 2016年 - 時代検証アプリ192（東京・広島）
- 2017年 - 蓮池伝説（東京・愛媛）
- 2018年 - 殿様の宴（東京・大阪）
- 2019年 - 神楽の里殺人事件（東京・愛知）
- 2020年 - 姫とオロチと忍者の学校（東京・宮城）★中止

## 「桜よ ～大好きな日本へ～」
作詞・甲斐切清子、作曲・ファドリ。2011年初め、ショートドラマ「東京ライフストーリー」のラストシーンを飾る曲として作られた。編曲が終わり、練習と録音を開始しようとしたその日に東日本大震災が発生。その様子をテレビで見た団員たちは、この歌を日本を応援するために歌おうと決意。2011年5月1日にジャカルタにある日本人学校の体育館に500人の大学生が集まり、同曲を大合唱。その様子をアップした動画を、内閣審議官（当時）の谷口智彦さんがご覧になり、安倍総理（当時）のスピーチに取り上げられた。
この歌を日本へ届けることが、のちに「桜前線プロジェクト」実施の大きな理由の一つとなった。

## 「ダンシングインドネシア」
作詞・劇団en塾、作曲・ファドリ＆ファジャール。
日本に関するドラマを作っては演じ、日本語の曲を作っては歌っていたen塾が初めて、インドネシアのためにインドネシア語で作った一曲。しかも、ダンスナンバーとして仕上げた。のちに、毎年の本公演のフィナーレを飾る重要な一曲となる。

## おもな俳優・団員

### 男優
- アリオ（在籍 2009年 - 2021年）- 役者・演技指導・演出助手
- アガス（在籍 2013年 - 2021年）- 役者
- ダニアル（在籍 2011年 - 2021年）- 役者・団長・副団長・殺陣指導・編集プロデューサー
- ファジャール（在籍 2011年 - 2020年）- 役者・音楽制作プロデューサー。2020年6月没。
- バルカン（在籍 2016年 - 2021年）- 役者・副団長

### 女優
- ビラ（在籍 2011年 - 2021年）- 役者・団長
- アチャ（在籍 2010年 - 2017年）- 役者
- レギナ（在籍 2012年 - 2018年）- 役者

### 衣装
- イチ（在籍 2011年 - 2020年）- 衣装部部長・劇団事務局長

### 舞台美術
- ミスラン（在籍 2011年 - 2014年）- 舞台美術部部長・2020年まで舞台美術部アドバイザー

### 音楽
- タラ（在籍2018年 - 2021年）- 役者・音楽制作プロデューサー

### 音楽・音響
- ファドリ（在籍2009年 - 2011年）- 初代団長・役者・作曲・音響・「桜よ」作曲者・2020年まで音楽アドバイザー

### 指導
- 甲斐切清子（かいきり・すがこ、在籍2009年 - 2021年）- 脚本・歌詞制作、劇団指導

## 映像作品「十二年目の大団円」
2020年、新型コロナ感染拡大防止の理由で、ジャカルタのすべての演劇上演用の劇場は使用不可となった。そのためにen塾は2020年の作品「十二年目の大団円」を映像制作とすることを決定。8月に脚本が発表され、オーディションの後、オンラインで練習が行われ、11月から撮影が開始された。コロナ禍で毎回の撮影時は、マスク・フェイスシールド着用で打ち合わせ・リハーサルが行われ、撮影は飛沫感染予防のため、声を出さずに行われた。撮影後に、セリフをここに録音し、編集時に音を重ねるという作業を行った。
ドラマは各40分から60分で4章に分かれており、en塾土曜時代劇として、2021年3月6日、3月13日、3月20日、3月27日の毎週土曜日に動画サイトYouTubeで公開された。

## 大団円（解散）
2020年1月、社会人を育てる場所としての任務がある程度かなえられてきたこともあり、en塾結成から12の干支が一巡りの年に解散とすることを中心メンバーたちで話し合い、決定。一般に公表された翌2021年1月21日までの1年間、団員たちは口外を控えるように指示が出ていた。
2021年4月25日にウスマルイスマイル劇場にて、卒団式及び解散式としての大団円式を行う。
2009年1月21日結成から2021年4月30日解散まで、在籍したインドネシア人の若者たちは、834名である。